# 양수진 (근대5종 선수)
양수진(梁水眞, 1988년 9월 2일 ~ )은 대한민국의 근대5종 선수이다. 종교는 불교다.
광저우에서 열린 2010년 아시안 게임 근대5종 여자 개인전 동메달과 단체전 은메달을 땄다. 이어 인천에서 열린 2014년 아시안 게임에도 참가해 여자 개인전 은메달과 여자 단체전 금메달을 획득했다.

## 학력
- 강원체육고등학교
- 한국체육대학교 체육학과 학사
- 한국체육대학교 대학원 스포츠심리학과 석사